# Киан (Андроповский район)
Киа́н — посёлок в Андроповском районе (муниципальном округе) Ставропольского края России.

## География
Расстояние до краевого центра: 55 км.
Расстояние до районного центра: 27 км.

## История
До 16 марта 2020 года посёлок входил в состав муниципального образования сельское поселение Водораздельный сельсовет.

## Население
| 1989 | 2002 | 2010 | 2011 | 2014 |
| ---- | ---- | ---- | ---- | ---- |
| 209  | ↘173 | ↘110 | ↘105 | ↘100 |

По данным переписи 2002 года в национальной структуре населения русские составляли 57 %, чеченцы — 37 %.

## Инфраструктура
В посёлке четыре улицы — Вокзальная, Северная, Степная и Южная. В северо-западной части населённого пункта находится общественное открытое кладбище площадью 2000 м².